# ムラタアクティブパートナー
株式会社ムラタアクティブパートナーは、かつて存在した大手電子部品メーカー株式会社村田製作所グループの人材派遣会社。
本社所在地は、京都市長岡京市で、福井、島根、石川に拠点を設けていた。
2018年4月1日、株式会社村田製作所に吸収合併され解散した。

## 特徴
一般事務や営業事務、経理事務、品質管理事務など、幅広い職種への派遣を行っていたが、メーカーでの開発アシスタントなど技術系の仕事が多かったのも特徴。イメージキャラクターは西山真以。